# James Backhouse

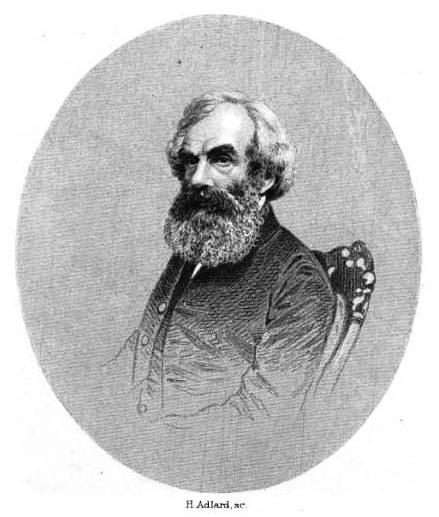
James Backhouse

James Backhouse  (Darlington, 8 de julho de 1794 — York, 20 de janeiro de 1869) foi um botânico britânico. Foi missionário do grupo religioso quaker na Austrália.

## Biografia
Backhouse foi o quarto filho de James e Mary Backhouse. Seu pai morreu quando ainda era uma criança e sua mãe o criou numa atmosfera religiosa. 
Em 1813,  foi para Norwich, no condado de Norfolk, onde estudou horticultura. Iniciou a sua vida de trabalho com um comércio de mantimentos, medicamentos e produtos químicos, porém devido a sua saúde precária decidiu adotar uma vida ao ar livre. Seu tio ajudou-o no estudo da botânica e, em  1815, com seu irmão Thomas Backhouse (1792-1845) comprou estufas em (York). Em 1822, casou com Deborah Lowe e, em 1824, foi admitido como ministro na Sociedade dos Amigos. Em dezembro de 1827 sua esposa faleceu deixando-o com um filho e uma filha.
Em setembro de 1831, rumou com George Washington Walker como missionario quaker para a Austrália, chegando em Hobart em fevereiro de 1832. Nos próximos seis anos viajaram pela Tasmânia, Nova Gales do Sul, norte de Brisbane, e pelo sul e  oeste da Austrália.  
Residiu na África do Sul de 1838 até 1840. Durante suas viagens enviou numerosas plantas e sementes para seu irmão e para Sir William Jackson Hooker (1785-1865). Retornou para a Grã-Bretanha em 1841.
Sir William Jackson Hooker e  William Henry Harvey (1811-1866) dedicaram-lhe o gênero Backhousia.

## Obras
- Extracts from Letters... 1838-1841. Narrative of Visit to Australian Colonies ( 1843),
- Narrative of Visit to Mauritius and South Africa ( 1844),
- “Indigenous Plants of Van Diemen’s Land” ( no  Ross’s Hobart Town Almanck and Van Diemen’s Land Annual 1835) ( 1835).